# Humbécourt
 Humbécourt  es una población y comuna francesa, en la región de Champaña-Ardenas, departamento de Alto Marne, en el distrito de Saint-Dizier y cantón de Saint-Dizier-Ouest.

## Demografía
| 395 | 417 | 434 | 610 | 643 | 661 |
| Para los censos de 1962 a 1999 la población legal corresponde a la población sin duplicidades (Fuente: INSEE [Consultar]) |     |     |     |     |     |